# Kunst des Erlebens

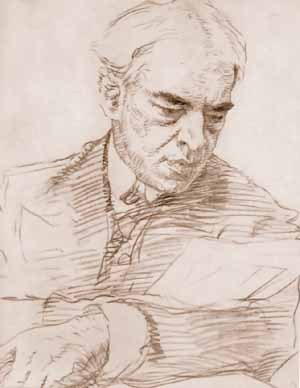
Stanislavski

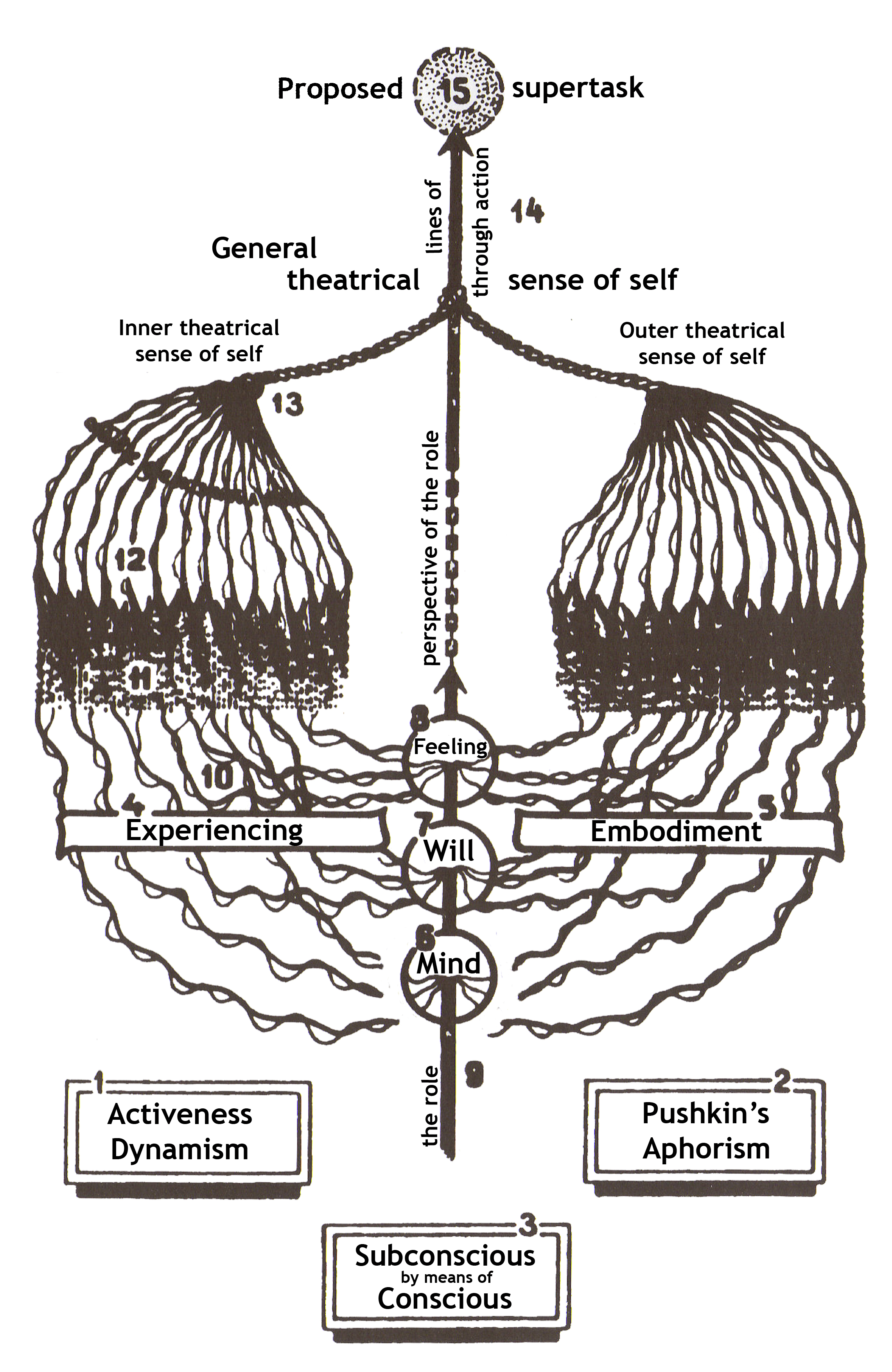
Diagramm des Stanislawski Systems

Die Kunst des Erlebens ist ein zentraler Begriff im System Konstantin Sergejewitsch Alexejew Stanislawskis im Zusammenhang mit seiner Auseinandersetzung der Arbeit des Schauspielers an sich selbst. Zentral für die Kunst des Erlebens ist im Gegensatz zur Nachahmung der Versuch sich dem Unbewussten oder der Natur durch bewusste Methoden oder Psychotechniken anzunähern und diese in den schöpferischen Prozess einzubeziehen.
Als Schlüsselkonzept des sogenannten Stanislawski-Systems hatte diese Auffassung einen prägenden Einfluss auf Stella Adler und Lee Strasbergs Methode (Method Acting).
Stanislawski fasste die von ihm gelehrte Kunst des Erlebens gegen Ende seines Lebens wie folgt zusammen: “Das Neue meines Verfahrens besteht darin, dass es hilft, aus der Seele des schaffenden Menschen-Künstlers sein eigenes, lebendiges inneres Material, das der Rolle analog ist zu erhalten … Die neue, glückliche Eigenart des Verfahrens liegt darin, dass es durch das ‘Leben des menschlichen Körpers’ das 'Leben des menschlichen Geistes’ hervorrufend, den Künstler veranlasst, Gefühle zu erleben, die den Gefühlen der von ihm darzustellenden Person analog sind.”

## Hintergrund
Im 18. Jahrhundert kam die Frage auf, inwiefern Schauspieler die Gefühle und Leidenschaften ihrer Rolle nachahmen oder selbst erleben sollten. Conrad Ekhof definierte seine Ansicht der Schauspielkunst wie folgt: “Durch Kunst der Natur nachahmen und ihr so nahe kommen, dass Wahrscheinlichkeiten für Wahrheiten angenommen werden müssen, oder geschehene Dinge so natürlich wieder vorstellen, als wenn sie jetzt erst geschehen.”
Dieser Nachahmungskunst stellte Stanislawski seine Kunst des Erlebens gegenüber. Hierfür war eine Bühnenlehre notwendig, welche die Technik der Nachahmung ersetzen konnte. Daraufhin entwickelte er den Ansatz der Psychotechnik.

## Methoden
Stanislawski stellte fest, dass es für ein natürliches, organisches und schöpferisches Spiel notwendig sei, dass die Schauspieler in der Lage sind unbewusst und intuitiv ihre Rolle zu erfassen. Daher entwickelte er Methoden und Techniken mit denen die Schauspieler in der Lage sind dieses unbewusste Erleben zu erreichen. Im Folgenden werden die zwei bekanntesten kurz dargestellt.

### Psychotechnik
Im angelsächsischen Sprachraum versteht man unter psychotechnics die Umsetzung psychologischer Erkenntnisse in Techniken zur Beeinflussung des menschlichen Verhaltens. So ähnlich kann auch Stanislawskis Psychotechnik im Hinblick auf seine künstlerische Zielsetzung den Prozess des Erlebens zu erreichen, verstanden werden. Hierfür entwickelte er Übungen durch welche der Schauspieler in die Lage versetzt werden sollte, sich selbst bewusst dahingehend zu beeinflussen, dass er unbewusst, intuitiv und schöpferisch handeln kann. Es handelt sich also um eine Technik mit der bewusst das Unbewusste zum Vorschein gebracht werden sollte. Einige dieser Übungen, um über bewusst durchgeführte Übungen unbewusstes Erleben beim Schauspieler zu erreichen, entstammen der fernöstlichen Lehre der Yogi:
“Die indischen Yogi, die im Bereich der Unter- und Überbewusstseins wahre Wunder vollbringen, geben uns zur schöpferischen Arbeit viele praktische Ratschläge. Auch sie gelangen durch bewusste Vorbereitungen zum Unterbewusstsein, gehen vom Körperlichen zum Seelischen.”

### Emotionales Gedächtnis
Eine seiner bekanntesten Methoden zur Erreichung des unbewussten Erlebens stellt die Methode des emotionalen Gedächtnisses dar. Diese beschrieb Stanislawski anhand der Inszenierung von Puschkins Stück Mozart und Saleri. Seiner Ansicht nach solle der Schauspieler nicht nur jenen Lebensabschnitt der zu spielenden Rollenfigur kennen, sondern auch sämtliche Details ihres vorherigen Lebens, einschließlich deren Kindheit. Der Schauspieler soll eine Art Psychoanalyse seiner Rolle vornehmen. Die Rolle soll vom Schauspieler nicht nur rational, sondern schöpferisch mit seinen Gefühlen, seiner Vorstellungskraft und seinem Körper ganzheitlich geschaffen werden. Der Schauspieler soll dazu nicht nur Erinnerungen der darzustellenden Personen in sich festigen, sondern auch dessen entsprechenden Gefühle. Um diese aufkommen zu lassen, soll er aber auch eigene Erinnerungen aus seiner eigenen Lebensgeschichte wachrufen. Der Schauspieler erlebt mit Hilfe seiner Vorstellungskraft seine eigenen persönlichen Erfahrungen, Erinnerungen und Gefühle, um mit diesen echten Gefühlen das Leben der Rolle zu gestalten. Wichtig ist bei dieser Methode, dass der Schauspieler improvisiert, das heißt, dass er sich zwar an die inhaltlichen Vorgaben, nicht aber an den genauen Text des Autors hält und seine persönlichen Erinnerungen einbezieht. Das bewusste Erinnern des Schauspielers an Gefühle, an Situationen oder Personen löst automatisch unbewusstes seelisches und körperliches Verhalten aus.